# Moshen

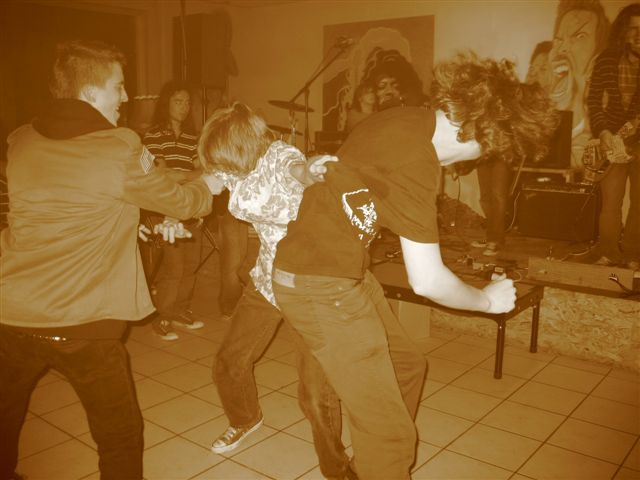
Een mini-moshpit

Moshen (ook wel slamdance of slamming genoemd) is tijdens een hardrock-, punk- of metalconcert in de pit wild tegen elkaar aan beuken maar in extreme gevallen kan dit ook wild om zich heen slaan zijn. Een pit is een groep personen die moshen of slamdancen (een zwakke vorm van moshen) en die zich bij concerten meestal direct voor het podium bevinden. Het is een soort uitlaatklep voor bezoekers aan een hardrockconcert. In het woeste en woelige verleden van de punk en hardcore punk bestond ook wel de headwalk: over de hoofden van het publiek heen lopen. 
Over het algemeen wordt moshen door hardrockers niet als een agressieve dansstijl gezien, omdat mensen die vallen heel vriendschappelijk weer overeind worden geholpen. Verder is het een ongeschreven, maar strenge, regel dat er niet hoger dan de schouders wordt gestoten en niet onder de gordel. De eerder genoemde headwalks worden dus niet gewaardeerd.

## Wall of death
Een variant van moshen is de zogenaamde wall of death, waarbij het publiek zich in tweeën verdeelt, met in het midden een vrije strook. Op het signaal van de frontman van de spelende band rennen de twee groepen al moshend op elkaar in. Een variant op de wall of death is de circlepit.

## Oorsprong van de term
De Engelse term mosh kwam begin jaren tachtig in zwang onder invloed van Amerikaanse thrashmetalbands als S.O.D. en Anthrax en betekende zoveel als "hevige emoties" of "chaos". Het woord werd in fanzines vaak gespeld als mash maar werd uitgesproken als mosh. Volgens de Merriam-Webster en Oxford Dictionaries is de term mogelijk afgeleid van mash of mush (d.i. moes, of als werkwoord: fijnstampen, tot moes maken).